# مه‌لقا بای
مه‌لقا بای (انگلیسی: Mah Laqa Bai؛ ۷ آوریل ۱۷۶۸ – اوت ۱۸۲۴ (۵۵−۵۶ سال)) شاعر اهل امپراتوری گورکانی بود. در سال 1824، او نخستین زن در هند بود که دیوان اشعارش به نام گلزار مه‌لقا چاپ شد که شامل غزلیات او به زبان اردو است.  